# Anthidium sikkimense
Anthidium sikkimense är en biart som beskrevs av Mavromoustakis 1937. Anthidium sikkimense ingår i släktet ullbin, och familjen buksamlarbin. Inga underarter finns listade i Catalogue of Life.